# Порошино (Ярославская область)
Порошино — деревня Ивняковского сельского поселения Ярославского района Ярославской области.

## География
Деревня расположена на правом берегу реки Нора в окружении деревень Ченцы, Петелино, Скоково. Рядом проходит недействующая железнодорожная ветка.

## История
В 2006 году деревня вошла в состав Ивняковского сельского поселения образованного в результате слияния Ивняковского и Бекреневского сельсоветов.

## Население
| 2007 | 2010 |
| ---- | ---- |
| 1    | →1   |

### Историческая численность населения
По состоянию на 1859 год в деревне было 8 домов и проживало 59 человек.
По состоянию на 1989 год в деревне проживало 7 человек.

### Национальный и гендерный состав
Согласно результатам переписи 2002 года, в национальной структуре населения русские составляли 100 % из 1 чел., из них 1 мужчина.
Согласно результатам переписи 2010 года население составляет 1 мужчина.

## Инфраструктура
Основа экономики — личное подсобное хозяйство. По состоянию на 2021 год большинство домов используется жителями для постоянного проживания и проживания в летний период. Вода добывается жителями из личных колодцев.
Почтовое отделение №150506, расположенное в деревне Бекренево, на март 2022 года обслуживает в деревне 22 дома.

## Транспорт
Поворот на деревню проходит рядом с деревней Скоково, проходит по полям и пересекает реку Нору.